# Cafaminol
Cafaminol (tên thương hiệu là Rhinetten, Rhinoptil), còn được gọi là methylcoffanolamine, là một thuốc co mạch và anticatarrhal thuộc họ methylxanthine liên quan đến caffeine được sử dụng làm thuốc thông mũi ở Đức. Nó được giới thiệu vào năm 1974 và vẫn được sử dụng cho đến năm 2000.